# Polyrhachis curta
Polyrhachis curta är en myrart som beskrevs av Carlo Emery 1890. Polyrhachis curta ingår i släktet Polyrhachis och familjen myror. Inga underarter finns listade i Catalogue of Life.